# 한보철강
한보철강(韓寶鐵鋼)은 대한민국의 옛 철강 업체로, 대한민국 재계 14위까지 우뚝 솟아올랐던 舊 한보그룹이 부도가 나면서 역사 속으로 사라진 철강 제조업 전문 기업이다.

## 역사
본사의 역사는 두 갈래로 나뉘는데 이는 1957년에 박해원 창업주가 세운 '초석건설'이며 1968년 토목건축업, 1972년 도로 및 전기공사업 허가를 각각 받았고 1975년 요르단을 시초로 중동 건설사업에도 진출하여 1977년 한국증권거래소에 주식상장했다. 1979년에 경영난으로 한보그룹에 인수된 후 '한보종합건설'로 사명을 바꿔 1981년 철강재 설치공사업 면허를 따냈다.
후자는 1980년에 한보그룹 측이 청주 철구공장을 인수해 세운 '한보철강공업'으로, 1984년 (주)금호로부터 철강사업부를 인수하여 본격적으로 철강업을 개시했는데 이는 존속 당시 본사는 구 한보철강공업이 설립된 1980년을 공식 창립일로 봤다. 1989년에 두 회사를 합쳐 존속법인을 구 한보종합건설로 한 후, 사명도 아예 '한보철강공업'으로 바꾸고 건설-철강 2개 사업본부 체제로 했다.
1989년부터 아산만 공유수면 매립공사를 시작하고 1992년에는 당진제철소 1차 공사를 개시했다. 1995년 6월 23일 1차 공사를 먼저 마무리했다. 한보철강 당진공장은 당대 미검증된 신종 공법 '코렉스' 도입하기 위해 설계변경 등의 이유로 투자규모가 5조 7,000억원에 달했고, 이를 회사채 발행, 차입 등의 무리한 자본조달로 인해 1996년 말 자금이 바닥나게 됐다.
1997년 1월 23일 당시 극심한 자금난에 시달리면서, 주식포기 각서의 제출을 거부하는 것과 동시에 부도처리되었던 것이 시초이다. 그러나 이 사건이 부도로 인해 온 나라의 경제가 파탄되자, 이 여파가 한국의 IMF 위기까지 내몰린 것으로 드러나고 있다.
부도난 배경은 시간을 거슬러 1991년에 있었던 수서동 관련 비리 사건이 일어나자, 당시 신한국당의 대표 최고위원이자 당시의 대통령인 김영삼 전 대통령과 한보그룹의 회장이었던 정태수와의 관계가 시작되면서 1992년 당시 대한민국 제14대 대통령 선거를 계기로 김영삼 대통령 당선자의 차남인 김현철과 정태수 총회장의 3남인 정보근 한보그룹 회장의 관계가 깊어지고, 김영삼은 당시 선거에서 수천억원대에 이르는 선거 자금 수수 의혹을 부려서 추궁당한 것으로 보인다. 이에 따라 한보철강은 한보그룹을 망치는 원흉으로 드러나고 있다. 이 여파가 삼미그룹의 삼미특수강 등도 뒤따라 부도가 났고 얼마 못가 진로그룹, 대농, 한신공영, 해태그룹, 한라그룹, 한일그룹, 고려증권 등 여러 굴지의 기업이나 증권사 등이 잇따라 부도가 나는 등 1997년에는 한국의 유수 대기업들의 부도로 시련을 겪은 과정의 첫 단추가 시작된 것으로 보인다.

## 연혁
- 1957년 : 소규모 건설업이었던 초석건설을 시초로 설립
- 1979년 : 한보그룹에 인수되면서 한보종합건설로 사명 변경
- 1984년 : ㈜금호의 철강사업부 인수 합병하여 철강사업 진출
- 1989년 12월: 한보철강 1조 2,000억원을 투자해 충청남도 당진군에 1백만평의 제철소 부지매립공사 착수.
- 1995년 : 건설사업부를 ㈜한보로 양도
- 1995년 6월 23일: 당진제철소 1단계 공사 완료(열연 연산 3백만, 철근 1백만규모)[4]
- 1996년 : 부산제강소를 ㈜한보로 양도
- 1997년 1월 23일 한보그룹 부도 이후 : 주력 제철소인 당진제철소는 결국 포항제철의 위탁 운영에 돌입하자마자 법정관리에 돌입하게 됨.
- 2004년 9월 25일: INI스틸, 현대하이스코 등으로 이양하였다가 통합 과정을 거쳐 현재의 현대제철로 이어짐.[5]
- 2009년 5월 25일: 법인 해체[6]

## 같이 보기
- 현대제철
- 대치동 은마아파트
- 정태수
- 한보그룹
- 삼미특수강